# 大阪事件 (創価学会)
大阪事件（おおさかじけん）は、1957年（昭和32年）に起こった公職選挙法違反事件。創価学会陣営が煙草などで有権者を買収したとして数十名の学会員が逮捕、起訴された事件。創価学会渉外部長の池田大作（後の創価学会名誉会長）および理事長の小泉隆らが公職選挙法違反で逮捕された。裁判で実行犯とされた末端会員らが有罪判決を受けたが、首謀者とされた池田・小泉は無罪判決を受けた。

## 概要
1957年（昭和32年）4月に参議院大阪地方区の補欠選挙が行われ、創価学会は中尾辰義を立候補させた。中尾は落選したが、創価学会陣営が宗教勧誘を装い禁止されていた戸別訪問を行ったりピース等で有権者を買収する事件が発生した。大阪地方検察庁特別捜査部は学会員数名を逮捕したが、学会員の供述から当時の創価学会理事長・小泉、渉外部長・池田ら創価学会員数十名を公職選挙法違反（買収・戸別訪問）で逮捕・起訴した。池田は検察の尋問に対し買収・戸別訪問指示を自供し署名したが、裁判では一切の嫌疑を否定した。判決は実行犯とされた末端会員らが有罪判決を受ける中、1962年（昭和37年）1月25日の大阪地方裁判所判決（田中勇雄裁判長）で、池田・小泉は無罪判決を受け、検察側が控訴を断念し裁判は終結した。

## 裁判結果
- 池田大作：無罪
- 小泉隆：無罪
- 末端会員：罰金刑20名、うち17名は公民権も停止[1]

## 事件の要因
事件の要因にはさまざまな主張が存在する

### 警察・検察・マスコミによる陰謀説
1955年、創価学会は地方政界に初めて進出するが、当時は政党を持たなかった（1962年1月に公明政治連盟発足）。後に立党される公明党は当初「王仏冥合」・「仏法民主主義」を基本理念とすることを謳うなど、宗教的な目的を前面に打ち出していた。また毎日新聞は「創価学会の折伏は破防法に抵触する」と報道。記事では最近創価学会などの新興宗教が軍隊化した組織を利用、なかば暴力的に信者獲得運動を行っている、まだ事情を調査する程度だが、影響がある場合破防法を適用するつもりであるとの談話が掲載された。読売新聞は「はびこる創価学会・県下の信徒五千名」と掲載。池田らが読売新聞本社や浦和支局に抗議を行っている。1956年12月、法務省刑事局は創価学会を新興右翼団体と認定。その原因を創価学会の信条に基づく行動に暴力的な動向が顕著に窺われるからであると結論付けている。そういう事情もあってか、『池田大作の軌跡』第1巻（潮出版社）では、戦前からの思想検事閥の存在が大阪地検特捜部の背後にあるのではないかとの推論を述べている。

### 夕張炭労の報復説
ルポライターの竹中労が提唱。戦後夕張炭労と創価学会は選挙協力関係にあった。しかし1956年に行われた第4回参議院選挙でそれまで炭労の候補者に投票していた夕張の創価学会は、夕張炭労の推薦する候補者ではなく初めて独自候補者を立て支援活動に挑んだ。そのため分裂選挙となり夕張炭労の候補者は落選したが創価学会員の3000票ともいわれる組織票を失い面目丸つぶれとなった夕張炭労幹部がその報復で大阪事件を検察にリークしたとするもの。実際選挙前に夕張炭労の幹部が創価学会の婦人たちを呼び出し「学会を辞めなかったら、お宅の旦那はクビだ」などと恫喝したり、選挙後には創価学会系組合員に対して『労働金庫』の貸出し拒否、炭住長屋の補修サボタージュ、（学会をやめなければ）組合を除名（実質解雇）すると恫喝するなど報復が起こった。報復は大人だけではなく子供達までおよび仲間はずれやいじめ、お菓子を貰えないといった差別まで起きた。これら差別を学会内部では学会員が信教の自由を守り抜いた夕張炭労事件として語り継がれている。

### 池田大作暴走説
大阪地検特捜部が裁判の冒頭陳述において前年に行われた第4回参議院議員通常選挙で池田自らが指揮した候補者を当選させたことに味を占め、戸田会長はじめ学会幹部たちが消極的だった参議院補欠選挙で候補者擁立を主張、池田が学会内での地位向上を図るため戸別訪問や買収を計画、末端会員に指示したと主張。しかしこの主張は後述する田中勇雄裁判長の調査によって「強制、拷問又は脅迫による自白、不当に長く抑留又は拘禁された後の自白」と認定されたが、会長夫人の戸田幾によれば学会は今回の補選は勝ち目がないと候補者擁立に反対していたという。

### 大阪地検暴走説
大阪地検の担当検事が暴走したという説。大阪事件の前年1956年7月に行われた第4回参議院議員通常選挙大阪地方区で白木義一郎を当選させた際、戸別訪問を行ったとして学会員数名が逮捕された。学会員の供述からそのやり方があまりにも酷いので、大阪地検は池田の捜査、逮捕を計画するが同年12月、日本の国際連合加盟による恩赦によって逮捕された学会員らが罪を赦されたことから池田の捜査、逮捕計画を断念した経緯がある。その翌年に創価学会が大阪事件を起こしたため池田大作を逮捕し取調べを行ったが、「拘置所の中で、検事が3人がかりで、池田に手錠をかけたまま、夜11時まで、食事も与えず取調べを行うなど担当検事の暴走とも言える前のめりな取り調べは裏目に出て、池田大作は無罪になった。

### 陰謀否定説
陰謀はないとする主張である。
- 自民党機関紙「自由新報」によれば、「大阪事件は買収や戸別訪問が行われた選挙違反である。創価学会は「冤罪だ」「国家による陰謀だ」などと主張しているが、二十数名の逮捕者を出し有罪判決を受けた会員がいる以上陰謀や冤罪ではない」と創価学会が主張する陰謀説を否定した[9]。
- 日本共産党は機関紙「赤旗」で、「もし陰謀があれば池田の検事調書をすべて却下しても池田に有罪判決を下した。学会が主張する陰謀というものはまったく存在せず無罪判決を受けたことを学会内部で最大限にプロパガンダとして利用している」と主張している[10]
- 元公明党東京都議の藤原行正は自身の著書で、「真相を明かせば逆に戸田会長に責任が及ぶ。これはわかりきったことである。それを承知で大阪事件での池田はペラペラ全面自供した。刑事が怖くてたまらず、早く勘弁してもらいたい。池田の頭にはその一念しかなかったのだろう。しかも大阪事件の場合、池田自身が大阪でしでかした選挙違反行為だった。常識的に考えて、東京にいた戸田先生は無関係だった。池田は戸田先生の名前を語ることで追及をかわしたわけである。このウソがバレるのを恐れて、池田は学会内部でいろいろ手を打った。最初は弁解がましく「戸田先生へ責任が及ばないため」といっていたのが、戸田会長が亡くなり、自分の代になると「私は戸田先生の身代わりで罪を被った」と脚色した。そのウソを何年もかけてそれこそ百遍以上繰り返したため、それが学会内で「真実」で通るようになった。と主張している[11]

## 池田が無罪判決を受けた要因

### 田中勇雄裁判長の調査
田中勇雄裁判長が判決時に指摘。大阪地検特捜部の検事3名が池田を取り調べた際、「拘置所の中で、検事が3人がかりで、池田に手錠をかけたまま、夜11時まで、食事も与えず調べた事が裁判長田中の調査で明らかになる。そのため「池田の検事調書はすべて却下する」としたが、池田大作が大阪事件の前年に行われた第4回参議院議員通常選挙大阪地方区で白木義一郎を当選させた際、そのやり方があまりにも酷いので、大阪地検は激怒していたという情報も調査で明らかとなった。
乙骨正生は、裁判長が検察の違法な取調べを指摘し検事調書は証拠能力なしとして却下したという龍年光の証言を引用し、「検察が違法な取り調べをしたため、運良く有罪を免れただけであり」「違法な選挙活動に挺身した多くの活動家が有罪となったことに象徴されるように、創価学会の組織的な選挙違反が断罪されたというのが『大阪事件』の真実なのである。」としている。 

### 戸田会長による働きかけ
創価学会理事の石田次男は著者で戸田会長による働きかけがあったことを明かしている。石田が創価学会小岩支部長時代、小岩支部に事件を取り調べている次席検事乙（以下乙）に通ずる幹部甲（以下甲）がいたという。甲と乙は終戦間際満州に居たがソ連軍の満州侵攻が開始されると、ソ連軍に追い回され命からがら逃げ回った。その時、甲は乙の命を助けたことから乙は甲を生涯の命の恩人とした。（中略）甲は大阪事件の時、乙との関係を戸田先生に話し、戸田は乙へ石田紹介状という名目の親書を認め、石田がそれを持参し7月13日乙を訪問した。（中略）二日後、まず田代富士男（後の参議院議員）が釈放され、次いで池田も拘置所から出て来た。有体に言えば乙は甲の親書に依って、満州での命の恩に報いたという。大阪事件の搜査段階が、急にバタバタと締めくくられ戸田先生に地検の手が伸びなかったのも乙検事が一切合財目を瞑って幕を引いてくれたからであったという。

### 岸信介による池田への働きかけ
2013年にアメリカで公開が解禁されたCIAの資料によれば、1960年の安保闘争における過程で首相の岸信介が会長の池田へ大阪事件の無罪判決確約を条件に、日増しに激化する安保反対派やデモ隊に対抗するため創価学会会員の協力を要請したが池田は断った。
岸は結局、右翼の児玉誉士夫などを使い暴力団を動員した結果、岸と一部の右翼と暴力団などの反社会的勢力との関係が深まったという。

## 創価学会内の反応
戸田の妻である戸田幾によれば戸田会長は大阪事件が起きた参議院の大阪選挙区補欠選挙への候補者擁立は消極的であったという。戸田会長は泡沫候補と揶揄された白木を当選させた池田の手腕を評価していたが、前回の参議院選挙で白木は最下位当選。しかも自民党と社会党が2議席獲得を目指し複数候補を立てた結果自民党と社会党の票が分裂し、漁夫の利で得た勝利だったことから補欠選挙のように定数1の戦いでは自民党や社会党のように支持基盤が強く、前回のように票割れも見込めない状況ではまだ支持基盤の弱い創価学会は苦戦し落選すると分析していた。そのため次回の参議院選挙まで待つよう指示を出したが池田は当選させる自信があると戸田会長を説得、候補者を擁立した。そうなれば学会全体で補欠選挙を盛り立てていこうと戸田会長は決めたという。

## 人間革命における大阪事件の記述
池田大作の著書『人間革命』第十一巻において言及されており、「学会員の中から選挙違反での逮捕者が多数出たことについて、率直に認めている。池田（作中では「山本伸一」）が「法律に違反するような行動は、けっしてあってはなりません」と誡めたにもかかわらず、「当局の創価学会に対する無知と、会員の法律知識の欠如による無知とが輪をかけて一つになり、重なる無知が非常識な事件の続発をもたらした」としている。また、『人間革命』第十一巻には、検事から「君が容疑を認めなければ、戸田会長を逮捕する」と脅され、「身に覚えのないことあっても、罪を一身に被るべき」と考えてのことだったとされている。

## 大阪事件以降の創価学会
初代会長・牧口常三郎、第2代会長・戸田城聖がともに戦前、治安維持法違反と神社に対する不敬罪で逮捕、投獄された歴史を持つ創価学会では、大阪事件における池田・小泉の無罪判決は大きな意味を持ったとされる。一例が執行猶予を含む有罪判決が確定した場合、池田は宗教法人法第22条の規定により刑期が満了するまでの期間、会長職をはじめとした役職に就く資格を失う。その期間、会長職は空位または他の者が就任する必要に迫られることであった。